# 咸興神社
咸興神社位於今朝鮮民主主義人民共和國咸鏡南道咸興市，即朝鮮日治時期的朝鮮咸鏡南道咸興市。於1916年（大正5年）8月21日設立，社格為國幣小社，主祭神為天照大神和国魂大神。直至第二次世界大戰日本戰敗後，該社被廢止。
現在的咸興神社為朝鲜的文化遺跡。

## 脚注
1. ↑  神社創立許可 朝鮮總督府官報第1219号（大正5年8月24日） 294頁
2. ↑  内務省告示第264号 官報第5660号（昭和20年11月22日） 1頁